# Elecciones federales de Suiza de 1987
Las elecciones federales de Suiza se realizaron el 18 de octubre de 1987. El Partido Radical Democrático Suizo se posiocionó como el partido más grande del Consejo Nacional, obteniendo 51 de los 200 escaños.

## Resultados

### Consejo Nacional
| Partido                                 | Votos     | %    | Escaños | +/–   |
| --------------------------------------- | --------- | ---- | ------- | ----- |
| Partido Radical Democrático Suizo       | 443.617   | 22.9 | 51      | –3    |
| Partido Demócrata Cristiano             | 378.822   | 19.6 | 42      | 0     |
| Partido Socialista Suizo                | 356.266   | 18.4 | 41      | –6    |
| Unión Democrática de Centro             | 213.253   | 11.0 | 25      | +2    |
| Los Verdes                              | 94.378    | 4.9  | 9       | +6    |
| Alianza de los Independientes           | 80.691    | 4.2  | 8       | 0     |
| Partido Liberal                         | 52.532    | 2.7  | 9       | +1    |
| Partido de la Libertad de Suiza         | 50.372    | 2.6  | 2       | Nuevo |
| Acción Nacional                         | 49.104    | 2.5  | 3       | –1    |
| Grupos Alternativos Feministas y Verdes | 46.405    | 2.4  | 1       | +1    |
| Partido Popular Evangélico              | 37.265    | 1.9  | 3       | 0     |
| Organizaciones Progresistas de Suiza    | 24.343    | 1.3  | 3       | 0     |
| Unión Democrática Federal               | 17.830    | 0.9  | 0       | 0     |
| Partido Suizo del Trabajo               | 15.528    | 0.8  | 1       | 0     |
| Partido Socialista Autónomo             | 10.879    | 0.6  | 1       | 0     |
| Movimiento Republicano                  | 6.769     | 0.3  | 0       | –1    |
| Partido Social-Cristiano Independiente  | 5.889     | 0.3  | 0       | 0     |
| Otros partidos                          | 50.506    | 2.6  | 1       | –     |
| Votos en blanco/nulos                   | 24.007    | –    | –       | –     |
| Total                                   | 1.958.456 | 100  | 200     | 0     |
| Participación electoral                 | 4.214.595 | 46.5 | –       | –     |
| Fuente: Nohlen & Stöver                 |           |      |         |       |

### Consejo de los Estados
| Partido                           | Escaños | +/– |
| --------------------------------- | ------- | --- |
| Partido Demócrata Cristiano       | 19      | +1  |
| Partido Radical Democrático Suizo | 14      | 0   |
| Partido Socialista Suizo          | 5       | –1  |
| Unión Democrática de Centro       | 4       | –1  |
| Partido Liberal                   | 3       | 0   |
| Alianza de los Independientes     | 1       | +1  |
| Total                             | 46      | 0   |
| Fuente: Nohlen & Stöver           |         |     |